# Draga Olteanu Matei

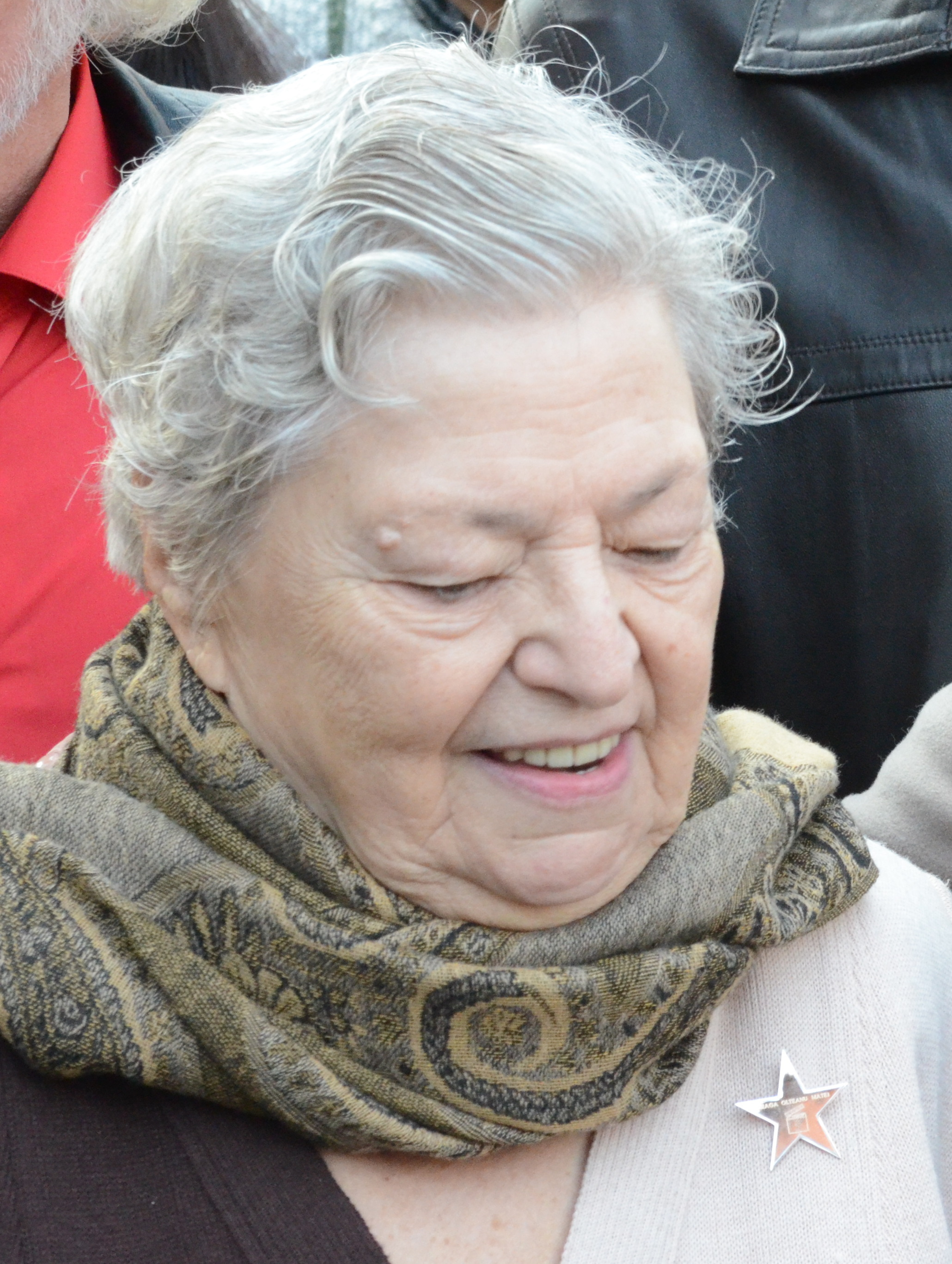
Draga Olteanu Matei otrzymuje gwiazdę na Rumuńskiej Alei Gwiazd w Bukareszcie

Draga Olteanu Matei z domu Olteanu (wym. [ˈdraɡa olˈte̯anu maˈtej]; ur. 24 października 1933 w Bukareszcie, zm. 18 listopada 2020 w Jassach) – rumuńska aktorka. Wystąpiła w ponad trzydziestu filmach od 1967 do 2006. Otrzymała gwiazdę na Rumuńskiej Alei Gwiazd w Bukareszcie w dniu 29 października 2011 r.

## Filmografia
| Rok  | Tytuł                                                             | Rola                                  | Dyrektor                                          |
| ---- | ----------------------------------------------------------------- | ------------------------------------- | ------------------------------------------------- |
| 1962 | Skradziono bombę (rum. S-a furat o bombă)                         | Niania                                | Ion Popescu-Gopo                                  |
| 1966 | Haiducii                                                          | Żona Zdrelea                          | Dinu Cocea                                        |
| 1972 | Tego wieczoru tańczymy w domu (rum. Astă seară dansăm în familie) | Lăcrămioara                           | Geo Saizescu                                      |
| 1973 | Eksplozja                                                         | Angela, żona Salamandry               | Mircea Drăgan                                     |
| 1975 | Patima                                                            | Păuna Varlam                          | George Cornea                                     |
| 1975 | Toamna Bobocilor                                                  | Varvara                               | Mircea Moldovan                                   |
| 1977 | Iarna Bobocilor                                                   | Varvara                               | Mircea Moldovan                                   |
| 1978 | Acțiunea „Autobuzul”                                              | Vasilica                              | Virgil Calotescu                                  |
| 1979 | Wujek Marin, miliarder                                            | Veta                                  | Sergiu Nicolaescu                                 |
| 1986 | Coana Chirița                                                     | Coana Chirița                         | Mircea Drăgan                                     |
| 1987 | Coana Chirița la Iași                                             | Coana Chirița                         | Mircea Drăgan                                     |
| 1999 | Słynny Paparazzo                                                  | Sąsiadka na poddaszu                  | Nicolae Mărgineanu                                |
| 2005 | Cuscrele                                                          |                                       | Nae Cosmescu                                      |
| 2006 | Iubire ca-n filme                                                 | Marghioala Burete, żona Costela       | Iura Luncașu                                      |
| 2007 | Inimă de țigan                                                    | Ileana Toma, macocha Lămâii           | Iura Luncașu                                      |
| 2008 | Regina                                                            | Ileana Toma, macocha Kamelii (Lămâia) | Iura Luncașu                                      |
| 2009 | State de România – Student la Sorbona                             | Cygańska wróżka                       | Larry Maronese, Iura Luncaşu                      |
| 2009 | State de România                                                  | Babcia Orlanda                        | Iura Luncașu                                      |
| 2010 | Narcisa sălbatică                                                 | Babcia Narcisy                        | Mihai Bauman, Sebastian Voinea, Catrinel Dănăiață |
| 2011 | Moștenirea                                                        | Varvara                               | Iura Luncașu                                      |
| 2013 | Îngeri pierduți                                                   | Babcia Aury                           | Larry Maronese                                    |
| 2014 | O nouă viață                                                      | Matka Naei                            | Alex Fotea, Mihai Brătilă                         |